# Шифф, Питер

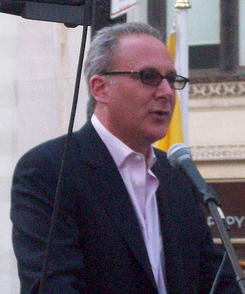

Питер Шифф (нем. Peter Schiff; род. 23 марта 1963 года, Нью-Хейвен, штат Коннектикут, США) — президент брокерской компании Euro Pacific Capital Inc., находящейся в городе Дариен (штат Коннектикут, США). Шифф является представителем Австрийской экономической школы и института имени Людвига фон Мизеса. Шиффа часто приглашают в качестве гостя на CNBC, Fox News, CNN, CNN International и Bloomberg Television, его цитируют основные финансовые издания.
За свои чрезвычайно «медвежьи» взгляды на доллар США, фондовый рынок Соединенных Штатов, рынок облигаций и на экономику Соединённых Штатов он известен под прозвищем «Доктор Судный день» (англ. Dr. Doom).
Шифф широко известен предсказаниями экономического кризиса 2008 года. Он был советником по экономике в кампании Рона Пола на праймериз Республиканской партии 2008 года. Шифф ведет в прямом эфире радиошоу «Wall Street Unspun», транслируемое также и через Интернет.
Его отец, Ирвин Шифф (род. 1928 году), входил в движение «За честные налоги» и выступал против налога на доходы, считая его незаконным и неконституционным. 24 февраля 2006 года за неуплату налогов был приговорен к 151 месяцам тюрьмы и выплате налоговой службе $4,2 млн и к 12 месяцам за неуважение к суду (срок сокращён до 11 месяцев).

## Взгляды на экономику
В своём интервью, которое он дал в августе 2006 года, Шифф вызвал много споров, повторив в нём свой давний тезис: «Экономика Соединённых Штатов как Титаник, и я здесь, на спасительном плоту, стараюсь помочь людям спастись с корабля … Я считаю, что вскоре в США возникнет серьёзный финансовый кризис». На дебатах на канале Fox News 16 мая 2006 года Шифф привёл точные прогнозы относительно того, что рынок недвижимости в США является пузырём, который вскоре лопнет. В интервью в телешоу Open Exchange 13 декабря 2007 года Шифф сказал, что чувствует, что кризис распространится на индустрию кредитных карт. Вскоре после его выступлений, 23 декабря 2007 года, Ассошиэйтед пресс сообщило: «В октябре против предыдущего года объёмы сумм на счетах на кредитных карточках продолжительностью не менее 30 дней подскочили на 26 процентов до 17,3 миллиарда долларов в 17 крупных кредитных трастах, проверенных AP … в то же время, банкротства — когда должники отказывались оплачивать счета — увеличились на 18 процентов до почти 961 миллиона долларов в октябре, согласно докладам, представленным трастами в комиссию по ценным бумагам».
Шифф также рассуждал о роли американского потребителя в мире. По его словам, потребители из США считают, что делают мировую услугу, потребляя то, что производит остальной мир. По его мнению, такое положение закончится, причем быстрее, чем себе люди думают, вызвав негативные последствия для США. Шиффу приписывают высказывание: «Потребление является наградой за производство» — то есть без производства США не могут бесконечно потреблять. Шифф, как и остальные представители Австрийской школы, считает, что сбережения и производство является «двигателем экономического роста — а не потребление».
Шифф часто повторял, что текущий экономический кризис не является проблемой; зато он является решением. Согласно его словам, переход от заимствования и расходования к сбережению и производству не может происходить без глубокой рецессии, если принять во внимание сильные перекосы в экономике США. Однако этот переход (трансформация) должен произойти. Он также считает, что правительство нисколько никому не помогает попытками «облегчить боль» различными стимуляционными пакетами, спасительной помощью (англ. bailout) и подобным. Шифф считает, что такие действия лишь усугубят ситуацию и, возможно, приведут к гиперинфляции, если правительство продолжит «заменять настоящие сбережения печатанием денег».
Шифф является сторонником уменьшения степени регулирования правительством экономики и опасается, что Барак Обама усилит регуляторные влияния правительства на экономику.

## Политическая деятельность
Шифф участвовал в президентской кампании Рона Пола 2008 года в качестве советника по вопросам экономики. Шифф сделал такое утверждение относительно планов Пола по оживлению экономики:
«Нам нужен план, который бы стимулировал сбережения и производства, а не безрассудные заимствования и потребление, которое завело нас в то болото, в котором мы сейчас находимся. План Рона Пола — единственный, который предлагает сделать шаг в правильном направлении. Если вы хотите разумных изменений — изменений к лучшему, — Рон Пол — это единственный кандидат, способный осуществить их».
Шифф также поддерживал Мюррей Сабрину как сенатора от Нью-Джерси.
17 сентября 2009 года Питер Шифф на передаче MSNBC «Morning Joe» официально сообщил о намерении получить номинацию от Республиканской партии на выборах сенатора от штата Коннектикут 2010 года.